# Alain Bénédet
Alain Bénédet est un entraîneur de football français, né le 27 octobre 1960 à Albi, dans le département du Tarn. Ancien joueur évoluant comme et milieu de terrain attaquant.

## Biographie

### Carrière de joueur
Alain Bénédet, fait ses classes de 1978 à 1981 à l’US Albi, en D3, alors qu’il n’a que 18 ans. Évoluant au poste d'attaquant, il apporte beaucoup dans le jeu grâce à sa vivacité et sa technique. Son positionnement faisant de lui un 9 et demi, il est capable de jouer un peu partout sur le front de l’attaque. Pendant 3 ans, il va s’aguerrir en amateur. Lors de la saison 1980-1981, il totalise 5 réalisations.
En 1981, il signe au Sporting Club de Toulon et va découvrir un groupe avec de fortes personnalités comme Christian Dalger ou Marcel Dib. Associé à Sékou Diallo et Zeljko Mijac, il termine sa saison avec 14 buts au compteur.
La saison suivante, Toulon monte en D1 en terminant 1er de son groupe, grâce notamment aux apports de Rolland Courbis, Bernard Boissier, Roger Ricort et Laurent Paganelli.
Alors en Division 1, le Sporting Club de Toulon dispute une demi-finale de Coupe de France, contre Monaco. À l’époque, Alain Bénédet est même retenu pour quelques matchs en Équipe de France Olympique. Finalement il ne participera pas aux JO de Los Angeles. Il enchaîne ensuite les bonnes saisons à Toulon, dans une position plus reculée où il fluidifie énormément le jeu, grâce à sa "vista".
En 1986, il signe à l'AS Saint-Étienne. Même si sa saison est bonne sur le plan personnel, chez les verts le climat est assez instable. L’équipe entrainée par Henryk Kasperczak évite de peu la descente et l’entraîneur, limogé en fin de saison, sera remplacé par Robert Herbin.
En 1987, Alain Bénédet rentre à Toulon. Son retour au Sporting Club de Toulon se passe plutôt bien, même s’il souffre pas mal de la concurrence du camerounais Cyrille Makanaky. Les toulonnais terminent 5e du championnat.
Alain Bénédet quitte alors le club or et azur pour aller au Nîmes Olympique, en D2. 
Avec José Anigo et René Girard, les "crocodiles" jouent la montée. Hélas, ils finissent 2e, et ne passeront pas les barrages. 
Durant la saison, Alain Bénédet totalise 9 buts (derrière Jorge Dominguez, meilleur buteur du club avec 17 réalisations). 
En 1989, Alain Bénédet  quitte le club et retrouve la D1 au FC Metz. Malgré la concurrence des Carmelo Micciche, Eric Black, Bernard Zénier et Philippe Hinschberger (joueur emblématique du FC Metz), il fait une bonne saison avec 32 matchs joués pour 4 buts. 
En 1990, à la surprise générale il retente le pari de la D2, avec le HAC. 
Il obtiendra cette année-là un titre de champion de France de D2 avec ses coéquipiers Bruno Roux et Joël Tiéhi.
De retour en D1, les havrais terminent à une très belle 7e place. La saison suivante, la concurrence de Gia Guruli et Michel Rio repousse Alain Bénédet sur le banc.
À 33 ans, cela sonne le glas de sa carrière.
En 1993, il va terminer sa carrière au Sporting Club de Toulon, qui a subi une double relégation, sportive et administrative et se retrouve en National. 
Souvent blessé, il jouera peu et raccrochera les crampons en fin de saison, après une carrière accusant 90 buts pour 395 matchs professionnels.

### Carrière d'entraîneur
Après sa carrière de joueur, Alain Bénédet ambitionne de devenir entraîneur.
Il sera dans un premier temps entraîneur-joueur à l’US Albi (CFA 2), le club de ses débuts, pendant 2 ans, puis à Gaillac en PH, avant d’intégrer le centre de pré-formation de Castelmaurou (31) où Il s’occupera des jeunes pendant 6 ans. 
En 2006, il devient entraîneur-adjoint au FC Sochaux-Montbéliard dans le sillage de Frédéric Hantz.
À partir de 2007, il est l’adjoint de Francis Gillot. À l'issue de la saison 2010/2011 le club franc-comtois finira 5e du championnat de France de Ligue 1, qualifié pour la Ligue Europa.
De 2011 à 2014, Alain Bénédet accompagne Francis Gillot aux Girondins de Bordeaux comme entraîneur-adjoint (avec également René Lobello), chargé plus spécifiquement de l'entraînement des attaquants.
Lors de la saison 2012-2013, il gagne la Coupe de France, trophée que le club n'avait pas remporté depuis 1987.
De 2014 à 2015 il suit Francis Gillot au Shanghai Shenshua.
le 7 juin 2017, il signe à l'AJ Auxerre en tant qu'adjoint de Francis Gillot.
Le 9 décembre 2017, à la suite de la démission de Francis Gillot, il quitte son poste d'adjoint de l'équipe première de l'AJ Auxerre.

## Clubs

### Joueur
- 1978-1981 : US Albi
- 1981-1986 : SC Toulon Var
- 1986-1987 : AS Saint-Étienne
- 1987-1988 : SC Toulon Var
- 1988-1989 : Nîmes Olympique
- 1989-1990 : FC Metz
- 1990-1993 : Le Havre AC
- 1993-1994 : Sporting Toulon Var

### Entraîneur
- 1994-1996 :  US Albi
- 2007-2011 :  FC Sochaux-Montbéliard (adj.)
- 2011-2014 :  Girondins de Bordeaux (adj.)
- 2014-2015 :  Shanghai Shenhua (adj.)
- 2017-décembre 2017 :  AJ Auxerre (adj.)